# Акиниймика, Дженнифер Айоделевна
Дже́ннифер Айоде́левна Акини́ймика (род. 2001, ст. Динская) —  российская легкоатлетка, победительница командного чемпионата России 2018 года в беге на 100 метров. Мастер спорта России.

## Биография
Дженнифер родилась 13 апреля 2001 года в станице Динской Краснодарского края. Её отец — гражданин Нигерии Айоделе Акиниймика, прибывший в Россию на учёбу в медицинский институт. Мама — Людмила Николаевна. Является единственным ребёнком в семье. Сама Дженнифер на родине отца ни разу не была. Ученица средней школы № 2 имени А. В. Суворова.
С 6 лет участвовала в модных показах, где демонстрировала детскую одежду. Свою спортивную карьеру начинала в баскетболе. Занималась танцами и бадминтоном. В  лёгкой атлетике с 2014 года. Уже спустя год Дженнифер   победила на Всероссийских соревнований на призы заслуженного мастера спорта Татьяны Зеленцовой и ряде других всероссийских турниров.
В возрастной категории до 18 лет  Акиниймика становилась чемпионкой страны на дистанциях в 100 и 200 метров. В мае 2018 года Дженнифер выиграла золотые медали командного чемпионата России на стометровке, где она воспользовалась фальстартом Кристины Сивковой — сильнейшей бегуньи страны в этой дисциплине в 2014 году.